# یادبود سن جاسینتو

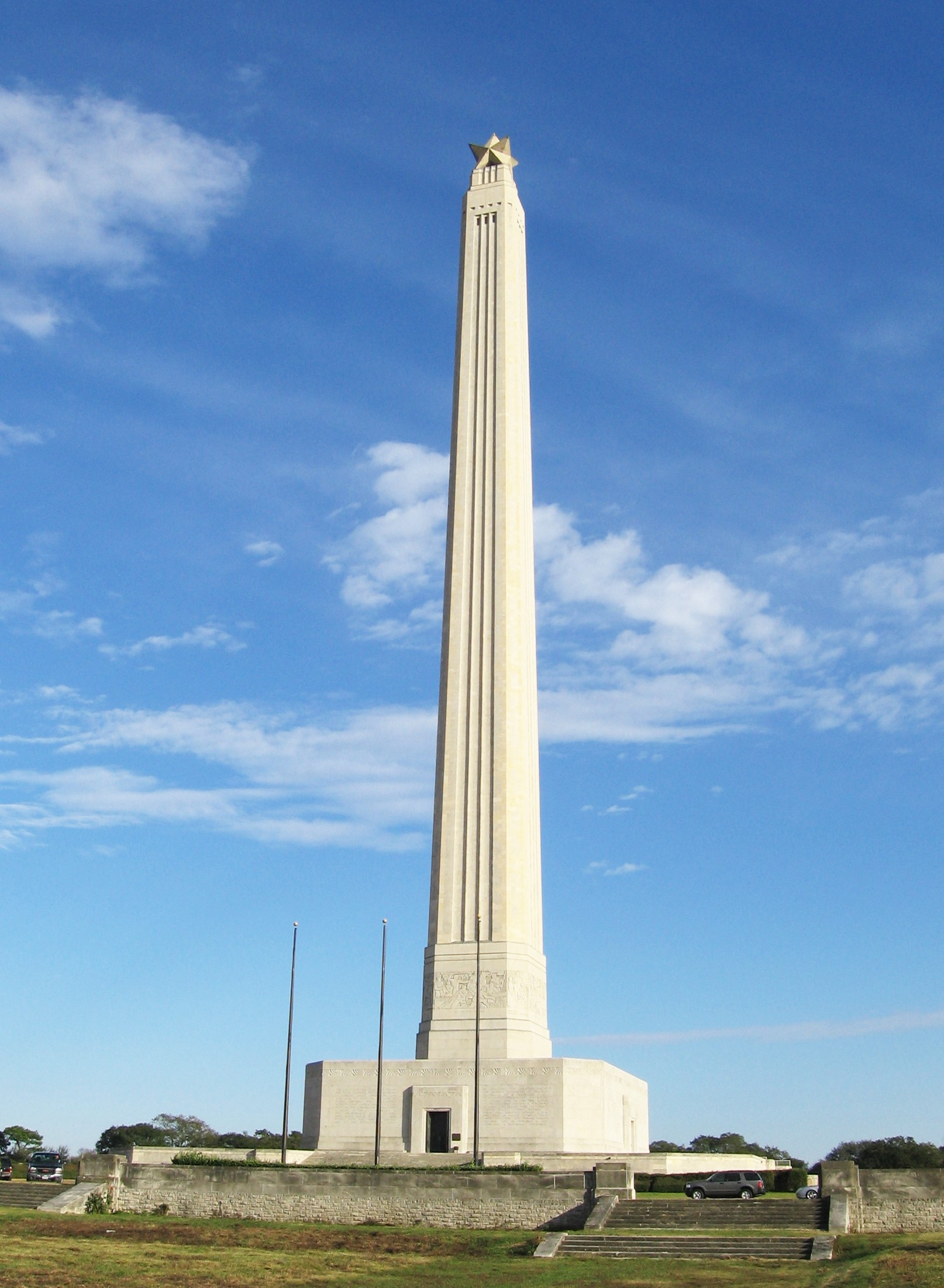

یادبود سن جاسینتو (به انگلیسی: San Jacinto Monument) مکانیست تاریخی در ایالت تگزاس.
در اینجا نبرد سن جاسینتو رخ داد، و در همین جا بود که تگزاسیان ارتش مکزیک را قاطعانه شکست داده و به استقلال دست یافتند.
این یادبود در ۱۹۳۹ ساخته شد، و اکنون در نزدیکی شهر هیوستون امروزی قرار دارد.
این بنای آرت دکو، ۱۷۳ متر ارتفاع دارد.

## نگارخانه

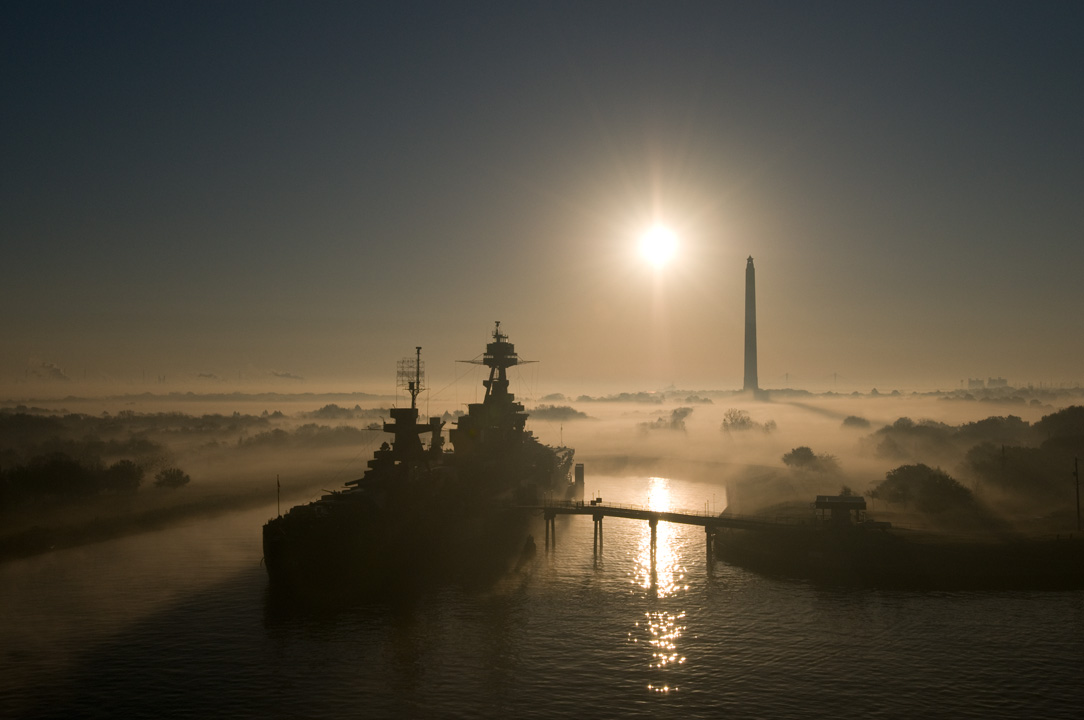
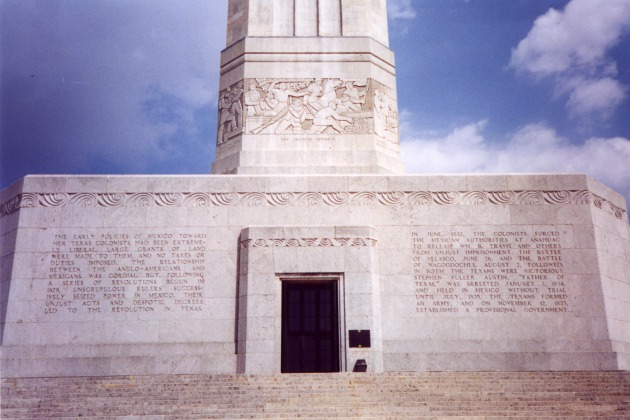
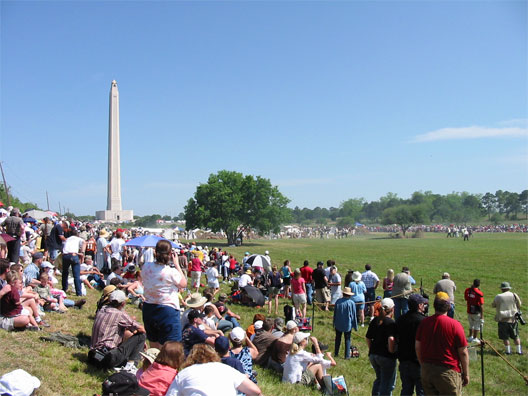
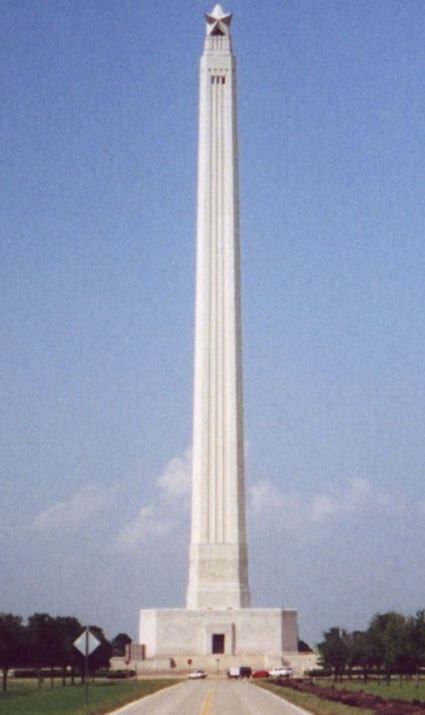
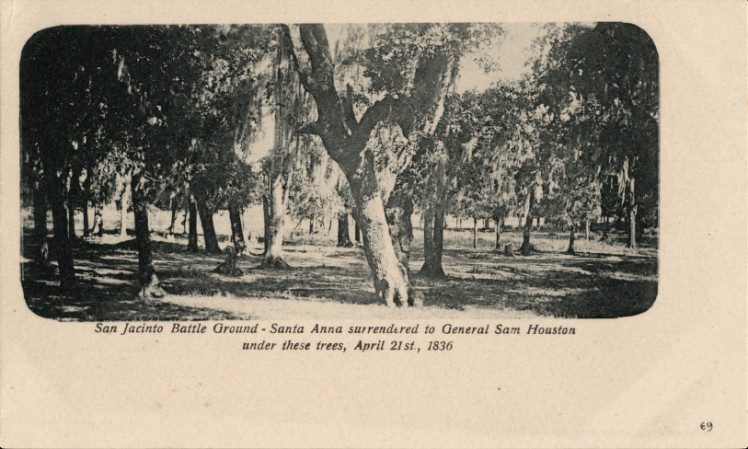